# Ritterhude
Ritterhude est une commune (Einheitsgemeinde) de l’arrondissement d'Osterholz dans le land de Basse-Saxe (Allemagne du Nord).

## Quartiers
- Platjenwerbe

## Jumelages
- Bad Belzig, Brandebourg
- Scheemda, Pays-Bas
- Sztum, Pologne
- Val-de-Reuil, France

## Économie
- Linpac, entreprise spécialisée dans l'emballage